# Lenbrassia
Lenbrassia es un género monotípico de plantas herbáceas perteneciente a la familia Gesneriaceae. Su única especie: Lenbrassia australiana  (C.T.White) G.W.Gillett, es  originaria de Australia.

## Descripción
Es un árbol pequeño que alcanza hasta los 13 m de altura. El tallo de madera dura, fuerte, ramificado. Las hojas son opuestas, poco pecioladas, la lámina lanceolada, desiguales en la base, agudamente aserradas, con pubescencia escabrosa en ambos lados. Las inflorescencias en cimas axilares, con 1-3 flores, con pedúnculo corto y bracteolas lineales. Sépalos connados en la parte baja media, triangulares, escabrosos y persistentes. Corola de color naranja mandarina, tubo cilíndrico, las extremidades ligeramente bilabiadas, lóbulos redondeados. El fruto es un baya carnosa, de color, verde brillante, pubescente.

## Distribución y hábitat
Se distribuyen  por Australia (Queensland). Se encuentra en la selva tropical, sobre el granito descompuesto; en alturas de 750 -1100 metros. 

## Taxonomía
Lenbrassia australiana fue descrita por (C.T.White) G.W.Gillett  y publicado en Journal of the Arnold Arboretum 55: 433. 1974.

## Etimología
El género fue nombrado en honor de Leonard J. Brass (1900-1971), un botánico australiano.
Sinonimia
- Coronanthera australiana C.T.White basónimo[1]